# حرائق الغابات في كوريا الجنوبية 2025
منذ 21 مارس 2025، شهدت كوريا الجنوبية اندلاع حرائق غابات شديدة شملت أكثر من 20 حريقًا منفصلاً وقعت في وقت واحد في جميع أنحاء البلاد. وقد أودت الكارثة حتى الآن بحياة 30 شخصًا، من بينهم ثلاثة رجال إطفاء وموظف حكومي واحد، وأدت إلى نزوح أكثر من 37000 شخص. وقع أول حريق كبير في مقاطعة سانشونغ ، تلاه الحريق الأكثر أهمية الآن في مقاطعة أويسونغ ، مما دفع إلى عمليات إجلاء واسعة النطاق وتعبئة موارد مكافحة الحرائق المكثفة. واستجابة لحالة الطوارئ، تم تعيين العديد من المقاطعات رسميًا كمناطق منكوبة من قبل الحكومة الوطنية.
وقد اعتبر الرئيس بالوكالة هان داك سو أن حرائق الغابات هي الأسوأ في تاريخ كوريا الجنوبية.

## الحرائق
بدأ حريق مقاطعة سانشونغ في 21 مارس 2025، وبحلول مساء 22 مارس كان قد استهلك ما يقرب من 1200 فدان (490 هكتارًا) من الأراضي. أعاقت التضاريس الجبلية جنبًا إلى جنب مع الرياح القوية والظروف الجافة جهود الاحتواء بشكل كبير، حيث حقق رجال الإطفاء احتواء بنسبة 35٪ فقط على الرغم من النشر الكبير للموارد لمكافحة حرائق الغابات بعد أن وصلوا في وقت سابق إلى احتواء بنسبة 70٪. أحرقت الحرائق في مقاطعة غيونج سانغ الشمالية ما يقرب من 740 فدانًا (300 هكتار)، بينما شهدت جيمهاي حرائق كبيرة إضافية تتطلب عمليات إخلاء اندلع حريق غابات في أولسان، مقاطعة أولجو.
تم الإبلاغ عن حوادث حرائق غابات إضافية في جميع أنحاء مقاطعة تشونجتشيونج الوسطى ومقاطعة جولا الجنوبية الغربية، مما يشير إلى النطاق الوطني لحالة الطوارئ.
اندلعت حرائق غابات إضافية متزامنة أثرت على مناطق متعددة في وسط وجنوب كوريا الجنوبية . أصدرت دائرة الغابات الكورية تحذيرات من حرائق "شديدة" بأعلى مستوى في 12 موقعًا، بما في ذلك دايجون وبوسان ومقاطعتي كيونغ سانغ الشمالية والجنوبية. وصدر هذا التحذير لاحقًا ليشمل البلاد بأكملها.

### 23 مارس
في الساعة 4:03 مساءً، اندلع حريق في جزيرة موكدو، أولجو-جون، مدينة أولسان الكبرى، وتم إخماده بعد ساعة و50 دقيقة.